# Maldon (Royaume-Uni)
Pour les articles homonymes, voir Maldon.
Maldon est une ville et une paroisse civile de l'Essex, en Angleterre. Elle est située dans l'est du comté, sur l'estuaire de la Blackwater.
La ville est renommée pour sa production de sel marin, qui porte son nom : le sel de Maldon.

## Étymologie
Le toponyme Maldon provient des éléments vieil-anglais mǣl « croix, crucifix » et dūn « colline ». Il est attesté sous la forme Mældune au début du Xe siècle. Dans le Domesday Book, compilé en 1086, la localité apparaît sous le nom Malduna.

## Histoire
Maldon est mentionnée pour la première fois dans la Chronique anglo-saxonne sous l'année 913, lorsque le roi des Anglo-Saxons Édouard l'Ancien vient y camper avec ses troupes pendant l'été pour mener la défense de l'Essex contre les Vikings. Il fonde une forteresse non loin de là, à Witham.
En 991, la bataille de Maldon oppose une armée viking aux forces anglaises menées par l'ealdorman Byrhthelm. Ce dernier est vaincu et trouve la mort pendant l'affrontement. La défaite anglaise contraint le roi Æthelred le Malavisé à verser un important tribut aux Vikings. Cette bataille est commémorée par un poème en vieil anglais, La Bataille de Maldon, rédigé à une date inconnue, ainsi que par une statue de Byrhtnoth inaugurée en 2006.

## Administration
Administrativement, la paroisse civile de Maldon relève du district de Maldon, dont elle est le chef-lieu. Au recensement de 2011, elle comptait 14 220 habitants.
Pour les élections à la Chambre des communes du Parlement britannique, la ville appartient à la circonscription de Maldon.

## Jumelages
- Brest (Biélorussie) depuis 2012
- Cuijk (Pays-Bas) depuis 1969[6]
- Villeparisis (France) depuis 1996[7]

## Personnalités liées
- Elleine Smith (en), habitante de Maldon, exécutée pour sorcellerie en 1579.
- Lawrence Washington (1602-1652), recteur, aïeul de George Washington, inhumé à Maldon. Depuis 1928, l'église paroissiale présente un vitrail commémoratif avec les armoiries de la famille Washington[8].
- Thomas Plume (en) (1630-1704), prélat de l'Église d'Angleterre, lègue sa vaste bibliothèque à la ville de Maldon à sa mort[9].
- Horatio Gates (1727-1806), général américain, né à Maldon.
- John Rogers Herbert (en) (1810-1890), peintre, né à Maldon[10].
- Myra Sadd Brown (1872-1938), suffragette, née à Maldon.
- Humphrey Spender (1910-2005), photographe, vit à Maldon à partir de 1968 et jusqu'à sa mort[11].
- Alastair Cook, a commencé sa carrière de joueur de cricket à Maldon.